# 昌福寺 (野田市)
昌福寺（しょうふくじ）は、千葉県野田市にある真言宗豊山派の寺院。

## 概略と沿革
829年（天長5年）に開山した。当時の寺は下総国水海（現・茨城県古河市水海）に置かれていた。その後、水海城城主の梁田氏が関宿城を本拠地にしたことに伴い、現在地に移設された。
江戸時代は17の末寺を有する寺院で、明治初期は旧関宿町の役場としても使われた。
1893年（明治26年）の火災により多くの寺宝を失ったが、弘法大師空海が使用していた「松虫の鈴」は現在に伝わっている。

## 交通アクセス
- 朝日バス関宿台町バス停留所で下車。